# Ruy Cezar
Ruy Cezar Costa Silva (Ibirataia, 15 de setembro de 1956 — Salvador, 28 de junho de 2013) foi um ativista, educador e gestor cultural brasileiro.
Estudou Comunicação na Universidade Federal da Bahia. Ainda na década de 1970, filiou-se ao então clandestino Partido Comunista do Brasil (PCdoB) e militou no movimento estudantil. Usava o teatro como recurso político, apresentando peças nas assembleias da faculdade para discutir temas como a violência contra a mulher. Foi preso e torturado pela ditadura devido ao seu trabalho para o jornal universitário Faca Amolada. Ajudou a reconstruir a União Nacional dos Estudantes (UNE), da qual foi o primeiro presidente eleito por por voto direto, em 1979, derrotando a chapa liderada por Ciro Gomes.
Deixou a direção da UNE em 1981 e passou a se trabalhar nas áreas de cultura e educação. Fundou em 1982 em Salvador a Casa Via Magia, entidade voltada para educação infantil, o desenvolvimento comunitário e a cooperação cultural. Também na capital baiana criou o Mercado Cultural, festival anual com artistas independentes de todo o mundo. Com apoio da Fundação Rockefeller, criou a Rede Latinoamericana de Produtores Culturais. Promoveu também o Fórum Cultural Mundial em São Paulo, em 2004, e no Rio de Janeiro, em 2006.
Recebeu postumamente a Ordem do Mérito Cultural, em 2015.